# 局部态密度
局部态密度（Local density of states）是指在实空间分布的态密度。它可以通过扫描隧道显微镜得到，也可以在已知晶体结构和材料特性的情况下，通过计算机仿真得到，比如密度泛函理论。

MOSFET中通过计算机仿真实空间分布的态密度。当漏级偏压为0.6V时，随着栅极电压增高，沟道中密度增加，晶体管开通。

## 固体电子器件中的局部态密度
LDOS可以用来分析器件具体工作原理。比如，右图是一个金属氧化物半导体场效应晶体管(MOSFET)中的LDOS随着晶体管开通和关闭的变化，该图通过计算机仿真得到。源极和漏极中清晰可见导带和禁带的分界线，以及束缚能级。在中间的沟道，随着栅极电压增加，势垒高度下降，密度增加，晶体管开通。